# Сидор, Орест Ярославович
Орест Ярославович Сидор (род. в 1961 году) — украинский оперный певец (баритон), народный артист Украины (2020), заслуженный артист Украины (2010), лауреат Международного конкурса им. С. Крушельницкой, старший преподаватель кафедры сольного пения Львовской консерватории.

## Биография
В 1984—1989 годах был студентом Львовской государственной консерватории им. Н. В. Лысенко (учился у И. Кушплера и О. Цигилика). С 1989 года — солист оперной студии при Львовской государственной консерватории, а с 1994 года — солист Львовского оперного театра.
В репертуаре певца большое количество оперных партий. Среди них: Омар («Купало» А. Вахнянина), Ибрагим («Роксолана» Д. Сичинского), Риголетто, граф Ди Луна, Жермон, Ренато, Амонасро («Риголетто», «Трубадур» и «Травиата», «Бал-маскарад», «Аида» Дж. Верди), Фигаро («Севильский цирюльник» Дж. Россини), Онегин («Евгений Онегин» П. Чайковского), Роберт («Иоланта» П. Чайковского) и др.
Исполнительское мастерство Ореста Сидора высоко оценено украинскими и зарубежными критиками. Кроме исполнительской практики, успешно реализует себя как преподаватель пения. С 1993 года работает на кафедре хорового дирижирования, а с 2002 года — старший преподаватель кафедры сольного пения Львовской национальной музыкальной академии им. Н. В. Лысенко.